# سباق الفضاء

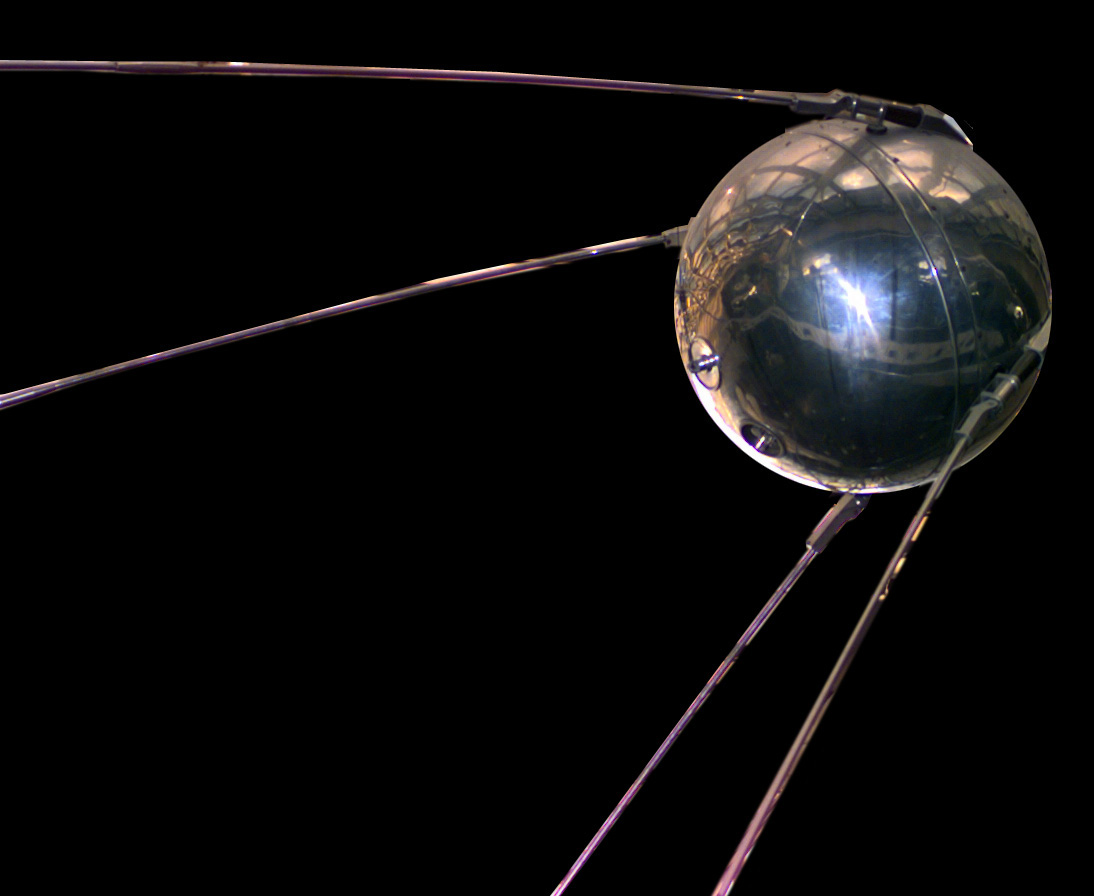
نموذج لقمر سبوتنك-1

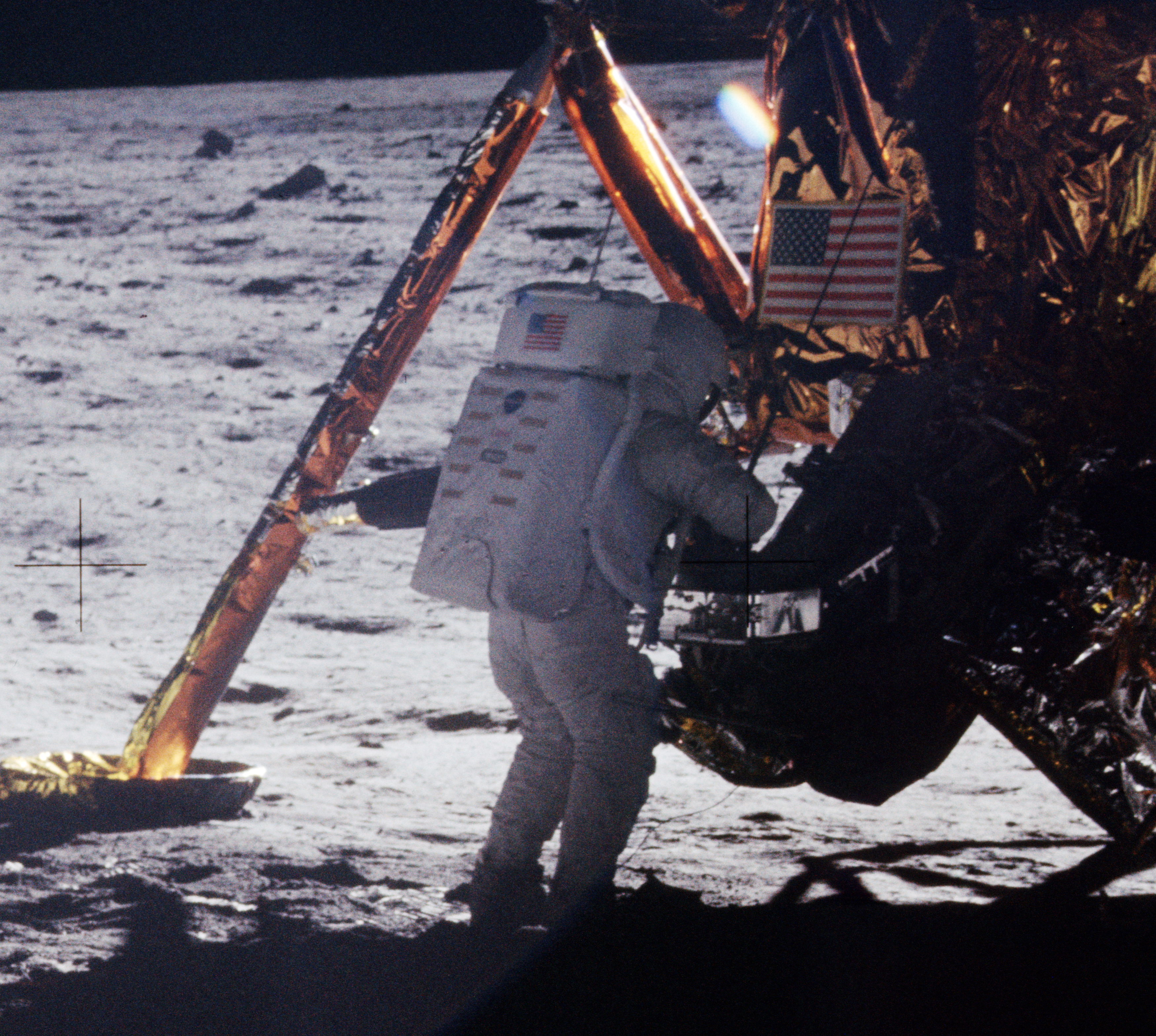
نيل آرمسترونغ يهبط على القمر

كان سباق الفضاء منافسةً وقعت في القرن العشرين بين خصمين في الحرب الباردة، الاتحاد السوفيتي والولايات المتحدة، لتحقيق التفوق في تكنولوجيا الرحلات الفضائية. تعود أصول سباق الفضاء إلى سباق التسلح بالصواريخ الباليستية النووية بين البلدين في أعقاب الحرب العالمية الثانية. اعتُبر التفوق التكنولوجي في الرحلات الفضائية ضروريًا للأمن القومي، وأصبح جزءًا من رمزية وأيديولوجية ذلك الوقت. شمل سباق الفضاء عمليات إطلاق رائدة للأقمار الصناعية، ومسابير الفضاء الروبوتية إلى القمر والزهرة والمريخ، ورحلات فضائية بشرية إلى المدارات الأرضية المنخفضة وفي النهاية إلى القمر.
بدأ سباق الفضاء بشكل جدي في 2 أغسطس 1955، فبعد الإعلان الأمريكي قبل ذلك بأربعة أيام عن خطط إطلاق أقمار صناعية في حدث السنة الجيوفيزيائية الدولية، أعلن الاتحاد السوفييتي أنه سيطلق أيضًا قمرًا صناعيًا «في المستقبل القريب». سمحت التطورات في قدرات الصواريخ الباليستية بنقل المنافسة بين البلدين إلى الفضاء. حظيت هذه المنافسة باهتمام العامة بعد «أزمة سبوتنيك»، عندما أطلق الاتحاد السوفيتي بنجاح أول قمر صناعي، سبوتنك 1، في 4 أكتوبر 1957، وبعد ذلك عندما أطلق أول إنسان إلى الفضاء، يوري غاغارين، في رحلة مدارية في 12 أبريل 1961. حظي الاتحاد السوفييتي بتقدم مبكر في سباق الفضاء خلال السنوات القليلة التالية، وكان أول دولة تصل إلى القمر خلال برنامج لونا الروبوتي.
بعد أن أعلن الرئيس الأمريكي جون إف. كينيدي هدف «الهبوط برجل على سطح القمر وإعادته بأمان إلى الأرض»، عمل كلا البلدين على تطوير مركبات إطلاق ثقيلة فائقة، وقد نجحت الولايات المتحدة بتطوير صاروخ ساتورن 5، الذي كان كبيرًا بما يكفي لإرسال مركبة مدارية تتسع لثلاثة أشخاص ومركبة هبوط تتسع لشخصين إلى القمر. تحقق هدف كينيدي بالهبوط على سطح القمر في يوليو 1969، خلال مهمة أبولو 11، وهو إنجاز فريد اعتبره الأمريكيون أفضل من الإنجازات السوفيتية التي تم تحقيقها. مع ذلك، فإن هذا الرأي مثير للجدل بشكل عام، إذ يعتبر آخرون أن إطلاق أول إنسان إلى الفضاء هو إنجاز أفضل بكثير. طور الاتحاد السوفييتي برنامجين قمريين مأهولين، لكنه لم ينجح في إطلاق صاروخ إن 1 والهبوط على سطح القمر قبل الولايات المتحدة، وبالنهاية أٌلغي البرنامج القمري للتركيز على برنامج ساليوت، أول برنامج لبناء محطة فضائية، والهبوط على كوكب الزهرة والمريخ لأول مرة. في غضون ذلك، أرسلت الولايات المتحدة خمس مهمات مأهولة إلى سطح القمر خلال برنامج أبولو، واستمرت في استكشاف أجرام أخرى في المجموعة الشمسية باستخدام مركبات روبوتية.
تلى ذلك فترة من الانفراج الدولي عندما اتفق البلدان في أبريل 1972 على التعاون ضمن مشروع أبولو سويوز الاختباري (إي إس تي بّي)، الذي شمل في يوليو 1975 التقاء طاقم أمريكي وطاقم سوفييتي في الفضاء والتعاون في تطوير نظام الإرفاق المحيطي الثنائي (إيه بّي إيه إس 75). كان ذلك الفصل الأخير من سباق الفضاء، واستبدلت المنافسة بالتعاون تدريجيًا. في نهاية المطاف، سمح انهيار الاتحاد السوفيتي للولايات المتحدة والاتحاد الروسي الذي تأسس حديثًا بإنهاء منافسة الحرب الباردة في الفضاء، من خلال التعاون عام 1993 على برنامج شاتل مير ومحطة الفضاء الدولية.

## الأصول

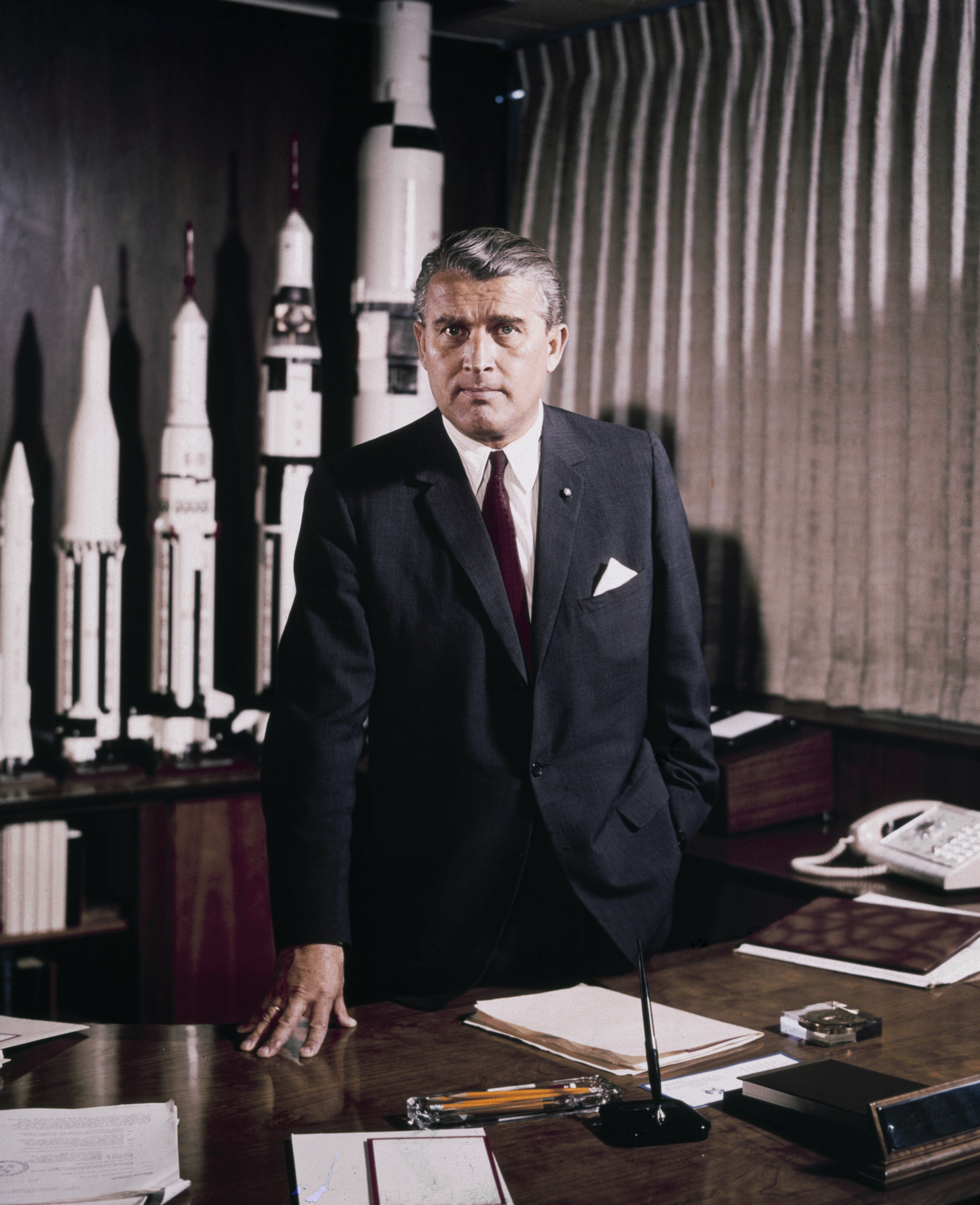
فيرنر فون براون: دوره البارز في سباق الفضاء كمدير لمركز مارشال لرحلات الفضاء التابع لناسا

كان لفريتز فون أوبل دور فعال في ترويج الصواريخ كوسيلة لدفع المركبات. في عشرينات القرن العشرين، بدأ مع ماكس فالير، المؤسس المشارك لمشروع Verein für Raumschiffahrt، أول برنامج صواريخ في العالم، أوبل راك، الذي نتج عنه أرقام قياسية في سرعة السيارات ومركبات السكك الحديدية وأول رحلة صاروخية مأهولة في سبتمبر 1929. قبل أشهر من ذلك في عام 1928، وصل أحد نماذجه الأولية التي تعمل بالطاقة الصاروخية، أوبل راك 2، بقيادة فون أوبل نفسه على طريق إيه في يو إس السريع في برلين، إلى سرعة قياسية بلغت 238 كيلومتر في الساعة. بعد هذه النجاحات، قاد فون أوبل أول رحلة صاروخية عامة في العالم باستخدام طائرة أوبل راك 1، التي هي طائرة صاروخية صممها جوليوس هاتري.

### تطوير الصواريخ السوفييتية
بدأ سيرجي كوروليف ورائد الصواريخ الألماني فريدريش زاندر تجربة صواريخ تعمل بالوقود السائل في عام 1928، وطورا مدفعية صاروخ كاتيوشا التي استخدمها الاتحاد السوفياتي في الحرب العالمية الثانية. سجن جوزيف ستالين كوروليف لمدة ست سنوات في عام 1938 أثناء عملية التطهير الكبير، وبعد الحرب، جعله كبير مهندسي الصواريخ في الاتحاد السوفييتي (النظير السوفيتي لفون براون في الولايات المتحدة) وأرسله لقيادة فريق من أفضل علماء الصواريخ إلى بينامونده. نقلت عملية أوسوفياهيم أكثر من 170 من كبار علماء الصواريخ الألمان المأسورين إلى روسيا. لم يُسمح للألمان بالمشاركة في تصميم الصواريخ السوفيتية، ولكنهم استُخدموا كمستشارين لحل المشكلات. بمساعدة مجموعة هيلموت غروتروب، قام كوروليف بعكس هندسة صاروخ إيه 4 وصنع نسخته الخاصة، آر 1، في عام 1948. في وقت لاحق، طور تصميماته الخاصة، على الرغم من تأثر العديد من هذه التصاميم بتصاميم غروتروب من عام 1949. تم ترحيل العلماء الألمان في نهاية المطاف بين عامي 1952 و1953.
بعد أن عانى الاتحاد السوفييتي من 27 مليون ضحية على الأقل خلال الحرب العالمية الثانية بعد غزو ألمانيا النازية في عام 1941، أصبح الاتحاد السوفيتي حذرًا من الولايات المتحدة، التي كانت حتى أواخر عام 1949 المالك الوحيد للأسلحة الذرية. نظرًا لأن الولايات المتحدة تمتعت بقوات جوية أكبر بكثير من قوات الاتحاد السوفيتي، بالإضافة إلى امتلاكها قواعد جوية متقدمة بالقرب من الأراضي السوفيتية، قرر ستالين في عام 1947 تطوير صواريخ باليستية عابرة للقارات من أجل مواجهة التهديد الأمريكي المُفترض.
في عام 1953، حصل كوروليف على الموافقة لتطوير صاروخ آر 7 سيميوكا، الذي مثّل تقدمًا كبيرًا مقارنةً بالتصميم الألماني. على الرغم من أن بعض مكوناته (لا سيما الصواريخ المعززة) تشبه صاروخ إيه 4 الألماني، فقد تمتع الصاروخ بعدة مراحل ونظام تحكم جديد ووقود جديد. اختُبر الصاروخ بنجاح في 21 أغسطس 1957، وأصبح أول صاروخ باليستي عابر للقارات يعمل بكامل طاقته في الشهر التالي. استُخدم الصاروخ لاحقًا لإطلاق أول قمر صناعي إلى الفضاء، وأطلقت النسخ المُشتقة منه جميع المركبات الفضائية السوفيتية المأهولة.

## بداية التأثيرات العسكرية
أثارت الصواريخ اهتمام العلماء والهواة لقرون عديدة حيث استعملها الصينيون كأسلحة في القرن الحادي عشر لكنها كانت صواريخ بسيطة غير دقيقة في التوجيه، واستخدمت على متن السفن وقواعد أرضية حتى القرن التاسع عشر، في عام 1880م وضع العالم الروسي قسطنطين تسيولكوفسكي (1857-1935) نظرياته حول الصواريخ التي قد تصل إلى الفضاء من حيث المراحل التعددية للصاروخ واستخدام الوقود السائل. قام تسيولكوفسكي بتأَسيس أساسيات علم الصواريخ منها ' معادلة الصاروخ ' التي تقرر سرعة الصاروخ (ما زالت هذه المعادلة تستخدم حتى يومنا هذا في تصميم الصواريخ الحديثة). وكتب تسيولكوفسكي الوصف النظري الأول عن الأقمار الصناعية، على أية حال، ليس حتى في عام 1926 عمل الأمريكي روبرت غودارد على تصميم أول صاروخ يستعمل الوقود السائل.

### المساهمات الألمانية
في منتصف العشرينات بدأ علماء ألمان بتجريب صواريخ بالوقود السائل التي كانت قادرة على وصول إلى ارتفاعات ومسافات عالية نسبياً، كان ويرنر فون براون عالم صواريخ ألماني طموح انضم إلى جهود تطوير صواريخ لألمانيا النازية خلال الحرب العالمية الثانية، استعار فون براون الكثير من بحث روبرت غودارد الأصلي وقام بالدراسة والعمل على تطوير صواريخ غودارد.
في عام 1942م أطلق الألمان صاروخ A-4 حيث اعتبر هذا الصاروخ أول جسم يصل إلى الفضاء، في عام 1943 بدأت ألمانيا بإنتاج صواريخ V-2 بعيدة المدى (300 كيلومتر) وتحمل رأس حربي وزنه 1000 كيلوغرام. سببت هذه الصواريخ أضراراً وخسائر هائلة في الأرواح خلال حرب العالمية الثانية. في معسكرات الاعتقال مات الكثير من عمال المعتقلين الذين عملوا على صناعة هذه الصواريخ، وكان عدد الموتى من العمال أكثر من عدد الضحايا الذين ماتوا نتيجة القصف التي سببتها هذه الصواريخ.
عندما اقتربت الحرب العالمية الثانية من الانتهاء، تسابق الجيش الأمريكي والسوفيتي على أسر علماء ومهندسين التقنيين في برنامج الصواريخ الألمانية. أخذت الولايات المتحدة عددا كبيرا من علماء الصواريخ الألمان - العديد منهم كان من أعضاء في الحزب النازي من ضمنهم فون براون - من ألمانيا إلى الولايات المتحدة. تبنى علماء الأمريكان الصواريخ الألمانية لاستعمالها ضد دول العدو واستعمالات أخرى. بعد انتهاء الحرب قام العلماء من ضمنهم فون براون بتحويل استخدام عسكري لهذه الصواريخ إلى استخدام سلمي مثل دراسة طبقات العليا من الغلاف الجوي من درجة الحرارة والضغط الجوي والأشعة الكونية وغيرها من المواضيع.

### جذور الحرب الباردة
بعد الحرب العالمية الثانية بدأت الحرب الباردة بين الولايات المتحدة الأمريكية والاتحاد السوفيتي من التجسس والدعاية. تكنولوجيا الفضاء والأقمار الصناعية كانت مهمة جداً خلال الحرب الباردة حيث أن الأقمار الصناعية كانت تستخدم لتجسس على الدول الأخرى، بينما الإنجازات الفضائية تعمل كترويج لمهارة الدولة في الإمكانيات العلمية والعسكرية. الصاروخ الذي يرسل إنسان إلى الفضاء والهبوط على سطح القمر بإمكانه أَن يرسل قنبلة ذرية إلى دول العدو. معظم التطور التكنولوجي الفضائي طبق على حد سواء على الصواريخ العابرة للقارات التي قد تحمل قنبلة ذرية (ICBMs). أدى سباق التسلح العسكري إلى تقدم كبير في تكنولوجيا الفضاء الذي يعرض مهارة في التقنية العالية وتفوق اقتصاد الدولة. البحث في مجال الفضاء لديه غرضان: إما استخدام سلمي أو استخدام عسكري للتكنولوجيا.

## الأقمار الاصطناعية
في تاريخ 4 من أكتوبر/ تشرين الأول 1957 أطلق الاتحاد السوفيتي أول قمر صناعي وهو سبوتنك-1 في مدار حول الأرض، منذ ذلك اليوم بدأ فعلياً سباق غزو الفضاء، سبب ذلك القمر الصناعي ذعراً كبيراً في الولايات المتحدة وحرك نقاشاً سياسياً مما دفعها لتشريع مبادرات عديدة وتشكيل وكالة الفضاء ناسا.
كان نظير فون براون في الاتحاد السوفيتي هو سيرجي كوروليف، المهندس الرئيسي الذي صمم صاروخ R-7 الذي أطلق أول قمر صناعي إلى الفضاء، لاحقاً صمم كوروليف صاروخا آخر ليرسل رواد الفضاء السوفييت إلى القمر، بعد الإنجازات السوفيتية من إطلاق قمر صناعي للاتصالات وإطلاق كلب حي في الفضاء جعل الولايات المتحدة تنفق أكثر من مليار دولار أمريكي للعمل على تشكيل واسع من الإصلاحات مثل بناء مدرسة جديدة وتوفير قروض لتشجيع الطلاب على إكمال تعليمهم العالي، وجهود جديدة في التعليم المهني لمقابلة نقص القوة البشرية في مجال الدفاع، وغيرها من البرامج الأخرى، تسمى ردة الفعل هذه في وقتنا الحالي «بأزمة سبوتنك».
بعد أربعة شهور تقريباً من إطلاق أول قمر صناعي «سبوتنك-1»، أطلقت الولايات المتحدة قمرها الصناعي الأول إكسبلورر 1 لكن بعد الكثير من حالات فشل الإطلاق المحرجة.
استخدمت الأقمار الصناعية الأولى للأغراض العلمية كجزء من اشتراك كلا من الدولتين في السنة الجيوفيزيائية العالمية، قام القمر الصناعي السوفيتي «سبوتنك 1» بعمل تقرير عن كثافة الأيونات في طبقة الأيونوسفير من الغلاف الجوي، والقمر الصناعي الأمريكي «المستكشف 1» قام بتسجيل البيانات التي أدت إلى اكتشاف حزامي إشعاع فان آلن.

## الكائنات الحية في الفضاء
حيوانات في الفضاءِ:
ذباب الفاكهة كان من أول الكائنات الحية التي صعدت إلى الفضاء التي أطلقتها الولايات المتحدة بواسطة الصاروخ الألماني V-2 في 19 يوليو 1946  ، كانت الكلبة لايكا أول حيوان أطلق إلى الفضاء من قبل الاتحاد السوفيتي في عام 1957 لكن الكلبة ماتت من الإجهاد وزيادة تسخين بعد وصولها إلى الفضاء بفترة وجيزة. أرسل السوفييت المزيد من الكلاب إلى الفضاء وعادت بسلام إلى الأرض. قام برنامج الفضاء الأمريكي بجلب شمبانزي من أفريقيا، وأرسل على الأقل ثلاثة إلى الفضاء قبل إطلاق أول رائد فضاء أمريكي. السلاحف السوفيتية التي أطلقت في عام 1968 تعتبر أول حيوانات تطير حول القمر.

## الإنسان في الفضاء
في تاريخ 12 من أبريل/نيسان 1961 أصبح رائد الفضاء السوفيتي يوري جاجارين أول إنسان في الفضاء الذي أطلق في المركبة الفضائية «فوستيك 1». تحتفل روسيا والعديد من الدول الأخرى بهذا اليوم التاريخي. بعد 23 يوماً من إطلاق أول إنسان في الفضاء، قام رائد الفضاء الأمريكي آلن شيبارد بدوران فرعي لمدة 15 دقيقة في الفضاء.أصبح جون جلين أول أمريكي يدور حول الأرض في عام 1962.بعد ذلك أطلق الاتحاد السوفيتي أول امرأة في الفضاء وهي فالينتينا تيريشكوفا في عام 1963. أجرى رائد الفضاء السوفيتي ألكسي ليونوف أول عملية مشي في الفضاء في عام 1965 التي كادت أن تنتهي الرحلة بكارثة حين أخفق ليونوف العودة تقريباً إلى الكبسولة.

## المهمات القمرية
مع تلك الإنجازات المتتالية من قبل الولايات المتحدة والاتحاد السوفيتي حيث جلب الفخر الكبير إلى دولهم، ضمن المناخ الأيديولوجي بأن السباق سيتمر على الأقل حتى مشى أول إنسان على القمر. قبل هذا الإنجاز لابد من استكشاف القمر أولاً بالتصوير الفوتوغرافي ومعرفة كيفية الهبوط بسلام على سطحه.

### مسابير فضائية
بعد النجاح السوفيتي في وضع أول قمر صناعي في المدار، ركز الأمريكان جهودهم على إرسال مسبار فضائي إلى القمر. أرسل السوفييت أول مسبار يصل إلى الوجه الآخر من القمر وأول مسبار يهبط على سطح القمر في عام 1959. كانت البرامج الأمريكية ناجحة لإرسال المسابير وتحديد مواقع مناسبة لهبوط مركبات أبولو القمرية.

### الهبوط على سطح القمر
اقترح الرئيس الأمريكي جون كندي برامج مشتركة مع السوفييت مثل تطوير الأقمار الصناعية لمراقبة الطقس ولإنزال رواد الفضاء السوفييت والأمريكان على سطح القمر معاً. لكن رئيس الوزراء السوفيتي رفض هذه الأفكار خوفاً من محاولة الأمريكان لسرقة تكنولوجية الفضاء الروسية المتفوقة. كوروليف المصمم الرئيسي لوكالة الفضاء السوفيتية بدأ بتطوير تقنية مركبات فوستيك وبدأ فريق ثاني ببناء صواريخ جديدة. بعد تشكيل القيادة السوفيتية الجديدة أعطت كوروليف كل التأييد للوصول إلى القمر والهبوط فكانت كل المشاريع تحت إشرافه. لكن بعد موت كوروليف وفشل رحلة سيوز الأولى في عام 1967، لم يعد بإمكان السوفيت الهبوط على القمر في وقت وجيز وعانى برنامج الفضاء السوفيتي الكثير من التأخيرات وبعد ذلك الإلغاء التام لبرنامج الهبوط على القمر.
في 21 من يوليو/تموز 1969 أصبح الأمريكي نيل آرمسترونغ أول إنسان يضع قدمه على سطح القمر في حدث راقبه أكثر من 500 مليون شخص حول العالم. يعتبر الهبوط القمري كأحد اللحظات الحاسمة في القرن العشرين.

## نهاية سباق غزو الفضاء
بداية سباق غزو الفضاء كانت واضحة جداً حيث بدأت بإطلاق أول قمر صناعي إلى الفضاء لكن نهايته كانت غير محددة. حقبة الستينات كانت حادة جداً واستمر السباق حتى هبوط أول إنسان على سطح القمر بواسطة أبولو 11 في عام 1969. تم إرسال خمس رحلات أخرى تحمل رواد فضاء لتهبط على سطح القمر. بعد ذلك اتجه علماء الفضاء الأمريكان إلى مجالات جديدة حيث تم بناء محطة فضائية "Sky Lab" لجمع بيانات، وبرنامج المكوك الفضائي. يدعي الروس أنهم هم من ربح السباق عند إرسالهم أول إنسان إلى الفضاء لكن من جانب آخر يدعي الأمريكان بأن هبوط أول إنسان على سطح القمر هو نجاحهم في السباق.
بدأت تقل المنافسة على غزو الفضاء بعد هبوط الأمريكان على سطح القمر وجاءت نهايته بشكل واضح جداً بالمهمة المشتركة بين الدولتين التي تسمى «أبولو-سيوز» في عام 1975. حيث مركبة الفضاء السوفيتية «سيوز 19» تلتحم مع مركبة الفضاء الأمريكية «أبولو»، ويقوم رواد الفضاء من كلا الدولتين بالعبور إلى مركبات بعضهم البعض وإجراء التجارب المشتركة. استمرت مساعي الدولتين في الفضاء في اتجاهات مختلفة وانتهت المنافسة في السباق بعدها.

## راجع أيضا
- فضاء أولياء
- العلوم والتقنية في الولايات المتحدة
- العلوم والتقنية في أوروبا
- وسط بين كوكبي